# Yeongnam
Yeongnam (Hán Việt: Lĩnh Nam) là tên của vùng trùng với tỉnh cũ Gyeongsang nay thuộc Hàn Quốc. (Đây cũng là tên của một tỉnh thời Goryeo ở vùng này.)
Vùng này ngày nay bao gồm các tỉnh Bắc và Nam Gyeongsang cũng như các thành phố Busan, Daegu, và Ulsan. Tên của vùng ngày nay được dùng (với chuyển tự hơi khác) trong tên Đại học Yeungnam.